# Koeficient UEFA
Koeficient UEFA určuje počet klubů z jedné země v evropských pohárech, také určuje, do jakých soutěží a jejich fází se týmy dostanou.

## Národní koeficient
Národní koeficient rozhoduje o počtu týmů z jedné země v evropských pohárech. Do tohoto koeficientu přispívají všechny týmy z dané země a počítá se za pět posledních sezón. 
Aktuální k 22. květnu 2025
| #  | Země        | 2020/21 | 2021/22 | 2022/23 | 2023/24 | 2024/25 | Celkem  |
| -- | ----------- | ------- | ------- | ------- | ------- | ------- | ------- |
| 1  | Anglie      | 24,357  | 21,000  | 23,000  | 17,375  | 29,178  | 114,910 |
| 2  | Itálie      | 16,285  | 15,714  | 22,357  | 21,000  | 21,875  | 97,231  |
| 3  | Španělsko   | 19,500  | 18,428  | 16,571  | 16,062  | 23,892  | 94,453  |
| 4  | Německo     | 15,214  | 16,214  | 17,125  | 19,357  | 18,421  | 86,331  |
| 5  | Francie     | 7,916   | 18,416  | 12,583  | 16,250  | 17,642  | 72,807  |
| 6  | Nizozemsko  | 9,200   | 19,200  | 13,500  | 10,000  | 15,250  | 67,150  |
| 7  | Portugalsko | 9,600   | 12,916  | 12,500  | 11,000  | 16,250  | 62,266  |
| 8  | Belgie      | 6000    | 6600    | 14200   | 14400   | 15650   | 56,850  |
| 9  | Česko       | 6,600   | 6,700   | 6,750   | 13,500  | 10,550  | 44,100  |
| 10 | Turecko     | 3,100   | 6,700   | 11,800  | 12,000  | 10,300  | 43,900  |

Podle pozice v žebříčku získávají země určitý počet míst v pohárech. 

## Klubový koeficient
Klubový koeficient se počítá dle výsledků klubů v evropských pohárech. Tento koeficient se využívá v případném nasazení pro los Ligy mistrů, Evropské ligy nebo Konferenční ligy. Počítá se za pět posledních sezón.
Aktuální k 22. květnu 2025
| # | Klub            | 2020/21 | 2021/22 | 2022/23 | 2023/24 | 2024/25 | Celkem |
| - | --------------- | ------- | ------- | ------- | ------- | ------- | ------ |
| 1 | Real Madrid     | 26      | 30      | 29      | 34      | 24,5    | 143,5  |
| 2 | Manchester City | 35      | 27      | 33      | 28      | 14,75   | 137,75 |
| 3 | Bayern Mnichov  | 27      | 26      | 27      | 28      | 27,25   | 135,25 |

Výsledky českých klubů: 
Aktuální k 22. květnu 2025
| # | Klub            | 2020/21 | 2021/22 | 2022/23 | 2023/24 | 2024/25 | Celkem |
| - | --------------- | ------- | ------- | ------- | ------- | ------- | ------ |
| 1 | SK Slavia Praha | 16      | 10      | 6       | 15      | 4       | 51     |
| 2 | Viktoria Plzeň  | 2,5     | 2,5     | 4       | 17      | 13,25   | 39,25  |
| 3 | AC Sparta Praha | 4       | 5       | 1,5     | 10      | 9       | 29,5   |

## Výpočet koeficientu
Body se získávají za vítězství, remízy a bonusy za umístění.
- Za vítězství 2 body (i za vítězství v prodloužení)
- Za remízu 1 bod (i zápas s penaltovým rozstřelem)
- Body klubů z jedné země se sčítají a vydělí se počtem pohárových účastníků z této země

Bonusy za umístění:
- 6 bodů za účast v ligové fázi Ligy mistrů
- 0,25 bodu za 9.–24. místo v ligové fázi Ligy mistrů a Evropské ligy, za 9.–24. místo v ligové fázi Konferenční ligy 0,125 bodu
- 0,25 bodu za 1.–8. místo ve všech třech soutěžích
- Maximální bonus za účast v ligové fázi Ligy mistrů je 12 bodů, za účast v ligové fázi Evropské ligy je to 6 bodů a účast v ligové fázi Konferenční ligy to jsou 4 body
- Účast ve vyřazovací fázi, 1,5 bodu za účast ve vyřazovací fázi Ligy mistrů, 1 bod za účast ve vyřazovací fázi Evropské ligy a 0,5 bodu za účast ve vyřazovací fázi Konferenční ligy